# Янтарные крылья
«Янтарные крылья» — российский двухсерийный художественный фильм 2003 года. Премьера фильма состоялась 27 апреля 2003 года в России на телеканале ТВЦ.
Совместный проект кинокомпании ТВ-Центр и студии имени Сергея Бондарчука. Музыку к фильму написал французский композитор Мишель Легран. Актриса Ирина Скобцева за роль в этом фильме получила приз имени Станислава и Андрея Ростоцких на кинофестивале «Окно в Европу» в Выборге.

## Сюжет
Фильм о встрече адвоката из Германии и актрисы из России. Происходит эта встреча в один чудесный рождественский вечер. Встречается парочка в одном небольшом магазинчике в старом Таллине. Так начинается история этой любви, связанная с загадками старого особняка.

## В ролях
| Актёр              | Роль                 |
| ------------------ | -------------------- |
| Александр Балуев   | Александр адвокат    |
| Ирина Скобцева     | мать                 |
| Алёна Бондарчук    | дочь                 |
| Лембит Ульфсак     | Роберт               |
| Ита Эвер           | Марта                |
| Мерле Пальмисте    | Юта                  |
| Арнис Лицитис      | адвокат хозяйки дома |
| Арго Аоли          |                      |
| Элле Кулль         |                      |
| Лийна-Рийн Олмару  |                      |
| Элизабет Тамм      |                      |
| Вальдо Рейтель     |                      |
| Тим-Таниэль Путинг |                      |
| Евгений Гайчук     |                      |
| Рийна Руус         |                      |

## Съёмочная группа
- Автор сценария: Марина Мареева
- Режиссёр: Андрей Разенков
- Оператор: Мария Соловьёва
- Монтаж: Ольга Гриншпун
- Композитор: Мишель Легран
- Художник: Ольга Кравченя
- Художник по костюмам: Наталья Иванова
- Продюсеры: Екатерина Маскина, Татьяна Николаева и Валерий Мальков
- Линейный продюсер: Игорь Бортников

## Технические данные
- Россия, 2003 год
- Вертикаль, ТВ Центр, Мосфильм и Студия им.Сергея Бондарчука
- Цветной, 2 серии, 104 мин.
- Оригинальный язык — русский

## Дополнительная информация
- В России телепремьера фильма состоялась 27 апреля 2003 года, а видеопремьера ― 14 августа 2003 года.
- Фильм также был показан в Германии под названием «Der Bernsteinengel».